# Stela Ćuk
Stela Ćuk (serbisch-kyrillisch Стела Ћук, * 31. Juli 2007) ist eine serbische Leichtathletin, die im Weit- und Dreisprung an den Start geht.

## Sportliche Laufbahn
Erste Erfahrungen bei internationalen Meisterschaften sammelte Stela Ćuk beim Europäischen Olympischen Jugendfestival (EYOF) 2023 in Maribor, bei dem sie mit einer Weite von 12,07 m auf den neunten Platz im Dreisprung gelangte. Im Jahr darauf belegte sie bei den U18-Balkan-Meisterschaften ebendort mit 12,74 m den vierten Platz im Dreisprung und gewann mit der serbischen 4-mal-100-Meter-Staffel in 47,14 s die Bronzemedaille. Anschließend verpasste sie bei den U18-Europameisterschaften in Banská Bystrica mit 12,52 m den Finaleinzug im Dreisprung und 2025 erreichte sie bei den U20-Balkan-Hallenmeisterschaften in Sofia mit 12,00 m Rang sieben. Im Juli gelangte sie bei den U20-Balkan-Meisterschaften in Craiova mit 12,16 m Rang elf, ehe sie bei den U20-Europameisterschaften in Tampere ohne einen gültigen Versuch in der Vorrunde ausschied. 
2024 wurde Ćuk serbische Hallenmeisterin in der 4-mal-200-Meter-Staffel.

## Persönliche Bestleistungen
- Hochsprung: 1,79 m, 19. Juni 2022 in Belgrad
- Weitsprung: 5,85 m, 28. Januar 2023 in Belgrad
- Dreisprung: 12,97 m, 1. Juni 2024 in Kraljevo